# 詹錦堂
詹錦堂，字曉齋，直隸省寧津縣（今屬山東省）人，清朝政治人物。同進士出身。

## 生平
詹錦堂善作文章，氣勢雄渾，道光二十四年（1844年）考中甲辰恩科舉人，道光二十七年（1847年）中式張之萬榜三甲進士，歷任雲南宜良、習峩知縣。因性格耿直，忤逆上官，改任保定府教授。著作多散佚。光緒《寧津縣志》有傳。